# Xu Yue
En aquest nom xinès, el cognom és Xu.
Xu Yue (xinès: 徐岳)  (Comandància de Donglai, c. 160 (Gregorià) - c. 227 (Gregorià)) fou un matemàtic xinès del segle ii. Es coneixen pocs detalls de la seva vida, però se sap que fou alumne de Liu Hong, un astrònom i matemàtic xinès també del segle ii, i va tenir discussions freqüents amb l'astrònom reial de l'agència astronòmica xinesa.

## Treballs

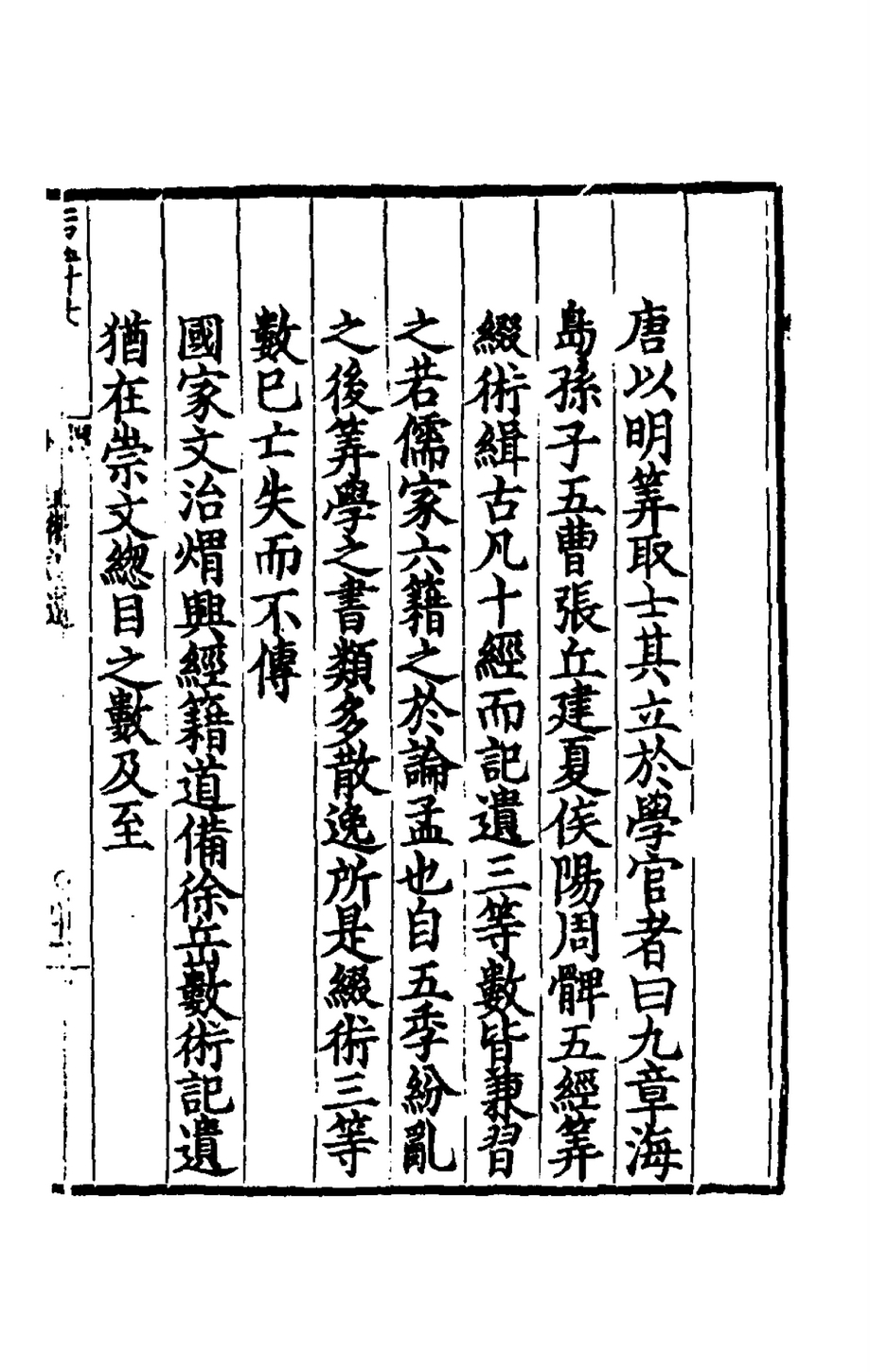
Fragment de les Notes en les tradicions de mètodes d'aritmètica.

Xu Yue va escriure un comentari a l'obra Els nou capítols de les arts matemàtiques i un tractat anomenat Notes en les tradicions de mètodes d'aritmètica (数术记遗, Shú shí ji yi). Els seus comentaris s'han perdut, però els seus treballs propis s'han conservat a través dels comentaris de Zhen Luan.
Les Notes en les tradicions de mètodes d'aritmètica esmenten catorze mètodes clàssics de càlcul aritmètic. Se sap que el llibre era un text matemàtic prescrit pels exàmens imperials l'any 656 i l'any 1084 esdevingué un dels Deu Clàssics Matemàtics (xinès tradicional: 算經十書, xinès simplificat: 算经十书, pinyin: Suàn jīng shí shū).
Segons Jean-Claude Martzloff, el llibre s'ha atribuït tradicionalment a Xu Yue, però probablement sigui una obra apòcrifa. El contingut matemàtic de les Notes en les tradicions de mètodes d'aritmètica és difícil d'interpretar i d'entendre, fins i tot considerant els comentaris de Zhen Luan. Conté explicacions difícils d'entendre sobre la representació de la potència de grans nombres i diferents sistemes numèrics, explicacions numerològiques i consideracions teològiques (budistes i taoistes). Alguns termes al·ludeixen al Yijing. Per exemple, proporciona representacions de nombres amb diferents potències de deu com a bases (de la forma {\displaystyle 10,10^{2},10^{3},10^{4}\cdots }, {\displaystyle 10^{4},10^{8},10^{12}\cdots }, {\displaystyle 10^{4},10^{8},10^{16},10^{32}\cdots }), fet que pot considerar-se precursor del sistema decimal. Segons el seu comentarista Zhen Luan, també va descriure un quadrat màgic de longitud lateral 3. Va descriure a més una calculadora amb boles, similar a un àbac. No se sap amb claredat si alguns dels continguts atribuïts a Xu Yue són en realitat obra d'un escriptor posterior que va utilitzar el nom de Xu Yue per obtenir respectabilitat.